# Řády, vyznamenání a medaile Moldavska

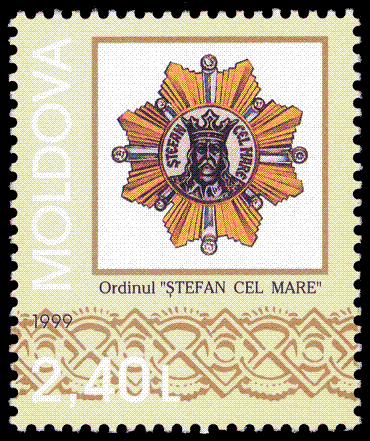
Moldavská poštovní známka s vyobrazením Řádu Štěpána Velikého

Systém řádů, vyznamenání a medailí Moldavské republiky byl zaveden zákonem č. 1123 ze dne 30. července 1992 O státních vyznamenáních Moldavské republiky. Tento zákon zavedl nový systém řádů, medailí a čestných titulů spolu s kritérii jejich udílení a jejich vzájemnou hierarchií.

## Obecná pravidla
Parlament schvaluje stanovy, popis a vzory státních vyznamenání. Vyznamenání se udílí občanům Moldavské republiky, podnikům, institucím, organizacím, tvůrčím týmům a vojenským jednotkám, stejně jako cizincům, osobám bez státní příslušnosti, i podnikům, institucím, organizacím a tvůrčím týmům z jiných států. Státní vyznamenání lze udělit i in memoriam.
Typ vyznamenání se stanovuje podle zásluh fyzických a právnických osob, kterým má být uděleno. Není však možné opakované udělení stejného státního vyznamenání téže osobě. Udílení státních vyznamenání se provádí dekrety prezidenta Moldavské republiky. Fyzická osoba oceněná řádem nese titul rytíře příslušného řádu.
Státní vyznamenání Moldavské republiky mohou být odňata pouze prezidentem republiky, pokud oceněná osoba byla odsouzena za závažný zločin a to na návrh soudu podle zákona a způsobem stanoveným zákonem, nebo pokud dotyčný spáchal činy, které jsou v rozporu s ustanovením Ústavy Moldavské republiky. Prezident republiky následně vydá dekret o zrušení udělení vyznamenání.
Zákon č. 1123 ze dne 30. července 1992 zakazuje výrobu odznaků připomínajících svým vzhledem státní vyznamenání. Je také zakázáno nošení státních vyznamenání osobami, kterým nebyla udělena, stejně tak je zakázán jejich nákup, prodej, padělání či výměna.

## Řády
- Řád republiky (Ordinul Republicii) je udílen za výjimečné zásluhy ve všech oblastech lidské činnosti, které přináší prospěch Moldavsku a lidstvu obecně. Založen byl zákonem č. 1123 ze dne 30. července 1992.[1]
- Řád Štěpána Velikého (Ordinul Ștefan cel Mare) je udílen za odvážné a hrdinské skutky, za příkladné velení a za obranu svobody a nezávislosti Moldavska. Založen byl zákonem č. 1123 ze dne 30. července 1992.[1]
- Řád Bogdana Zakladatele (Ordinul „Bogdan Întemeietorul”) je udílen za posilování a rozvoj státnosti, posilování mezinárodní prestiže státu a za udržování jednoty a harmonie ve společnosti. Založen byl zákonem č. 314-XVI ze dne 26. prosince 2008.
- Řád cti (Ordinul de Onoare) je udílen za úspěchy v rozvoji přátelství a spolupráce mezi Moldavskem a dalšími zeměmi, za udržování míru a za podporu charity a filantropii. Založen byl roku 2002.
- Řád pracovní slávy (Ordinul Gloria Muncii) je udílen za zásluhy a zvláštní úspěchy. Založen byl zákonem č. 1123 ze dne 30. července 1992.[1]
- Řád věrnosti vlasti (Ordinul Credinţă Patriei) je udílen za vojenskou a pohraniční službu, za službu pro vnitřní bezpečnost, za zajištění obrany a posílení právního státu a za ochranu veřejného pořádku. Založen byl zákonem č. 292 ze dne 28. července 2004.[2]
- Řád vděčnosti vlasti (Ordinul „Recunoştinţa Patriei“) je udílen za vychování pěti a více dětí. Založen byl zákonem č. 1123 ze dne 30. července 1992.[1]

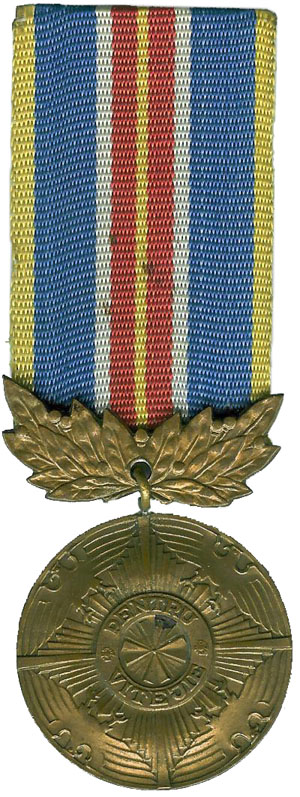
Medaile za statečnost

## Medaile

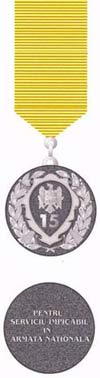
Medaile Za bezvadnou službu v Ozbrojených silách Moldavské republiky II. třídy

- Vojenská záslužná medaile (Medalia „Meritul Militar“) je udílena za bezvadnou vojenskou službu, ochranu práv a svobod a za hrdinství během bojových operací. Založena byla zákonem č. 1123 ze dne 30. července 1992.[1]
- Medaile za statečnost (Medalia „Pentru Vitejie“) je udílena za hrdinství a statečnost projevenou během mimořádných událostí jako je záchrana lidského života, boj proti zločinu aj. Založena byla zákonem č. 1123 ze dne 30. července 1992.[1]
- Medaile za občanské zásluhy (Medalia „Meritul Civic“) je udílena za zvláštní zásluhy v jakékoliv oblasti socioekonomické činnosti. Založena byla zákonem č. 1123 ze dne 30. července 1992.[1]
- Medaile Mihaie Eminescua (Medalia „Mihai Eminescu“) je udílena za zvláštní zásluhy v tvůrčí činnosti. Založena byla zákonem č. 1123 ze dne 30. července 1992.[1]
- Medaile Nicolae Testemițanua (Medalia „Nicolae Testemițanu“) je udílena za zvláštní zásluhy v oblasti zdravotnictví, farmacie, lázeňství a preventivní medicíny. Založena byla zákonem č. 1123 ze dne 30. července 1992.[1]

### Rezortní medaile
- Medaile 10. výročí Ozbrojených sil Moldavské republiky (Aniversarea 10 A Armatei Nationale) byla udělena 28. srpna 2001. Vyrobena je ze světle žluté kovové slitiny a zavěšena k botce v barvách státní vlajky. Na přední straně je státní znak Moldavska a nápis 10 An.[3]
- Veterán Ozbrojených sil Moldavské republiky
- Medaile Za bezvadnou službu v Ozbrojených silách Moldavské republiky
- Medaile Za službu vlasti (In Slujba Patriei) je rezortní medaile Ministerstva obrany Moldavské republiky, která se udílí ve třech třídách. Udílena byla společně s Medailí 10. výročí Ozbrojených sil Moldavské republiky.[4] Medaile je vyrobena z bronzu. Uprostřed je státní znak Moldavska.
- Medaile Za posílení vojenské komunity (Pentru Consolidarea Fratiei De Arme) je vyrobena ze světle žluté kovové slitiny. Touto medailí byli 10. srpna 2007 oceněni účastníci mezinárodního cvičení zemí střední a východní Evropy o poskytování první pomoci v bojových podmínkách.[5]
- Medaile Za bezvadnou službu na ministerstvu vnitra
- Medaile 15. výročí stažení vojsk z Afghánistánu
- Medaile 10. výročí války v Podněstří
- Medaile 10. výročí policie
- Medaile 10. výročí pohraničních vojsk
- Medaile 10. výročí moldavské armády

## Čestné tituly

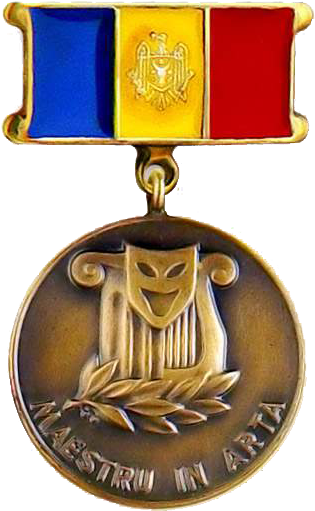
Odznak Mistra umění

Čestné tituly se udílí za zvláštní zásluhy a vynikající úspěchy v příslušných oblastech lidské činnosti. Odznaky čestných titulů mají pravidelný kulatý tvar o průměru 25 mm a jsou vyrobené z tombaku. Zadní strana je hladká. Pomocí jednoduchého kroužku jsou medaile připojeny k barevně smaltované botce v barvách státní vlajky.
- Lidový umělec Moldavska (Artist al Poporului) – Na odznaku je vyobrazen iónský sloup, lyra, divadelní maska a vavřínová ratolest.
- Mistr umění (Maestru în Artă) – Na odznaku je vyobrazen iónský sloup, lyra, maska komedie a vavřínová ratolest.
- Mistr literatury (Maestru al Literaturii) – Na odznaku je vyobrazena rozevřená kniha, Pegas a pero.
- Zasloužilý člověk (Om Emerit) – Na odznaku je vyobrazen státní znak Moldavské republiky.
- Zasloužilý umělec (Artist Emerit) – Na odznaku je vyobrazen iónský sloup, lyra, divadelní maska a vavřínová ratolest.